# Severino Clasen
Severino Clasen OFM (ur. 10 czerwca 1954 w Indaiá) – brazylijski duchowny katolicki, arcybiskup metropolita Maringi od 2020.

## Życiorys
10 lipca 1982 otrzymał święcenia kapłańskie w zakonie franciszkanów. Pełnił funkcje proboszcza zakonnych parafii, był też sekretarzem prowincjalnym ds. powołań.
11 maja 2005 papież Benedykt XVI mianował go biskupem diecezji Araçuaí. Sakry biskupiej udzielił mu 25 czerwca 2005 ówczesny nuncjusz apostolski w Brazylii - arcybiskup Lorenzo Baldisseri.
6 lipca 2011 został mianowany biskupem ordynariuszem diecezji Caçador.
1 lipca 2020 papież Franciszek mianował go arcybiskupem metropolitą Maringi.